# Набэсима Наохару (1766—1825)
Набэсима Наохару (яп. 鍋島 直温, 13 июня 1766 — 10 декабря 1825) — японский даймё периода Эдо, 7-й правитель княжества Хасуноикэ (1774—1816).

## Биография
Родился в Хасуикэ (ныне район города Сага) как старший сын Набэсимы Наохиро, 6-го даймё Хасуноикэ. Мать, Тихяку, родная дочь Канродзи Норинаги и приёмная дочь Набэсимы Мунэнори. После смерти своего отца в 1773 году Наохару стал следующим даймё в 1774 году. В 1784 году он основал княжескую школу. Княжество испытывало финансовые трудности из-за пожаров и нашествия саранчи, и в 1788 году Наохару доверил свои финансы княжеству Сага, главной ветви рода Набэсима. Из-за этого он стал находиться под сильным влиянием даймё Саги. После 1808 года возросла важность морской обороны, и артиллерийская подготовка стала регулярной практикой.
В 1816 году Наохару передал княжество своему приёмному сыну Наотомо и вышел в отставку. В 1825 году Набэсима Наохару умер в возрасте 59 лет.

## Семья
Был женат на родной дочери Хорикавы Ясудзанэ и приёмной дочери Набэсимы Харусигэ.
Приёмные сыновья:
- Набэсима Наомити, четвёртый сын Набэсимы Харусигэ
- Набэсима Наотомо, седьмой сын Набэсимы Харусигэ